# 1991年美國
|        | 美國歷史 \| 美國歷史年表                                                                                                   |
| 世紀： | 19世紀美國 \| 20世紀美國 \| 21世紀美國                                                                                     |
| 年代： | 1960年代美國 \| 1970年代美國 \| 1980年代美國 \| 1990年代美國 \| 2000年代美國 \| 2010年代美國 \| 2020年代美國               |
| 年份： | 1987年美國 \| 1988年美國 \| 1989年美國 \| 1990年美國 \| 1991年美國 \| 1992年美國 \| 1993年美國 \| 1994年美國 \| 1995年美國 |
| 紀年： | 美国独立215周年 |

## 聯邦政府

總統：乔治·赫伯特·沃克·布什
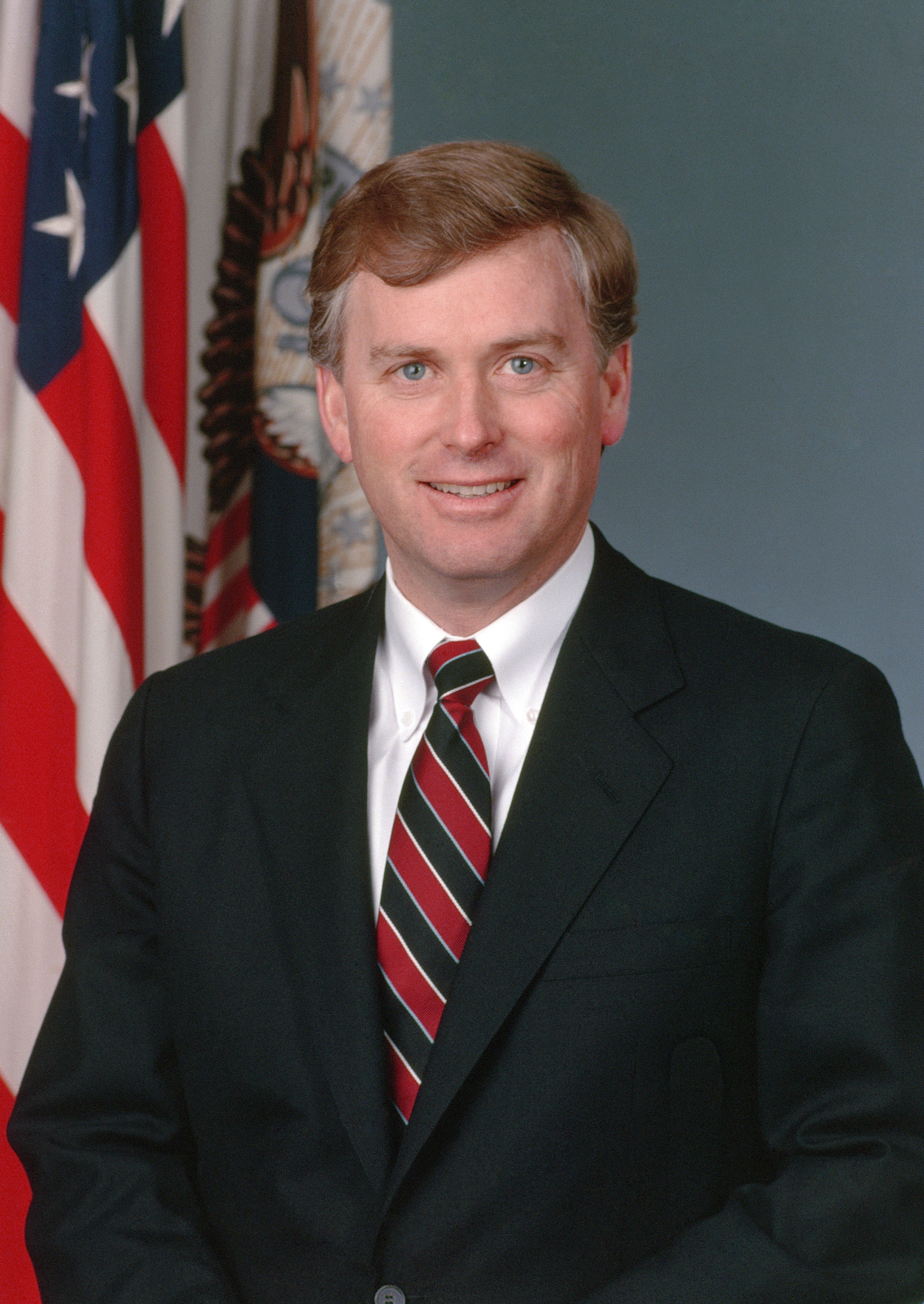
副總統：丹·奎尔
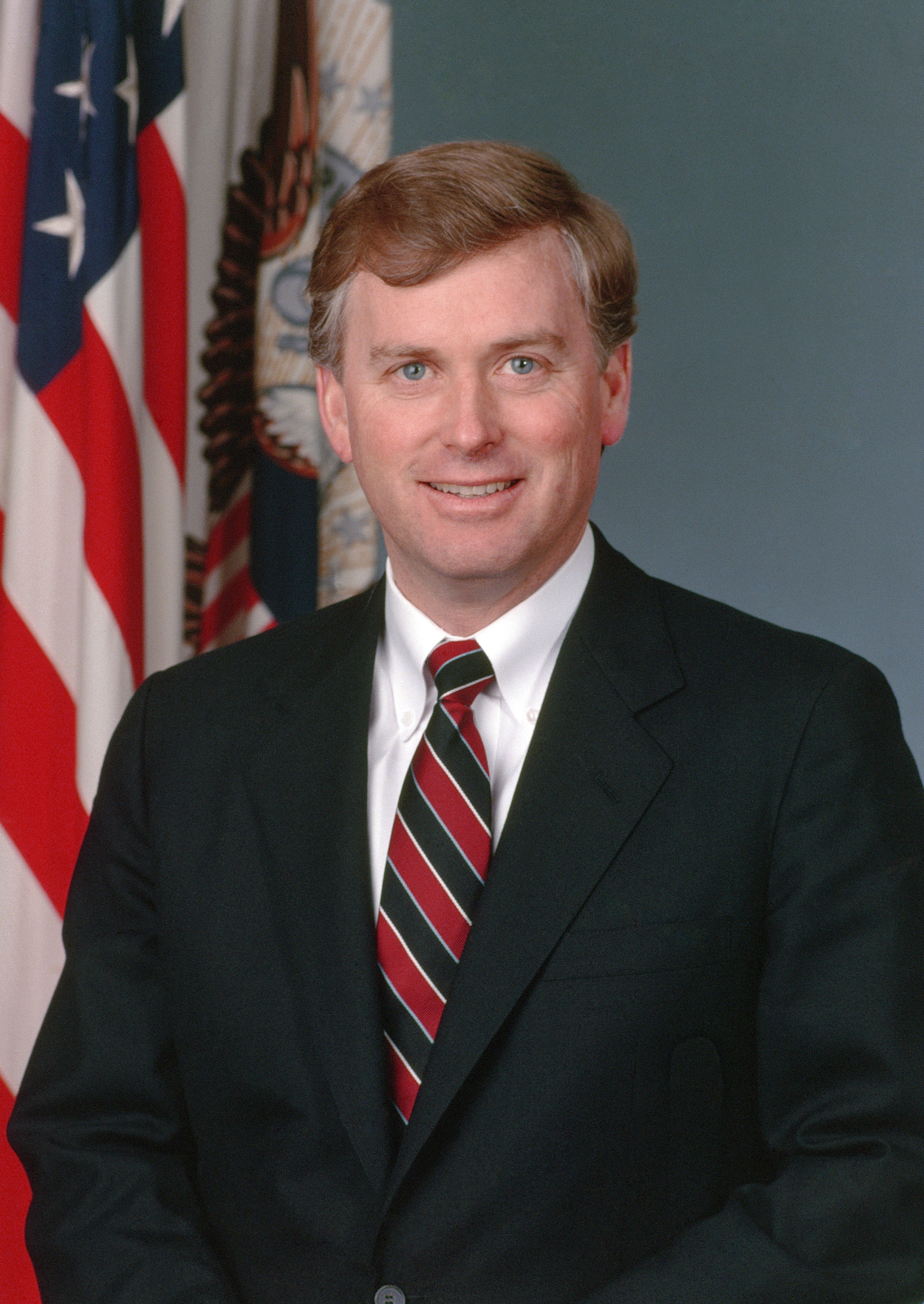
參議院議長：丹·奎爾（副總統兼任）
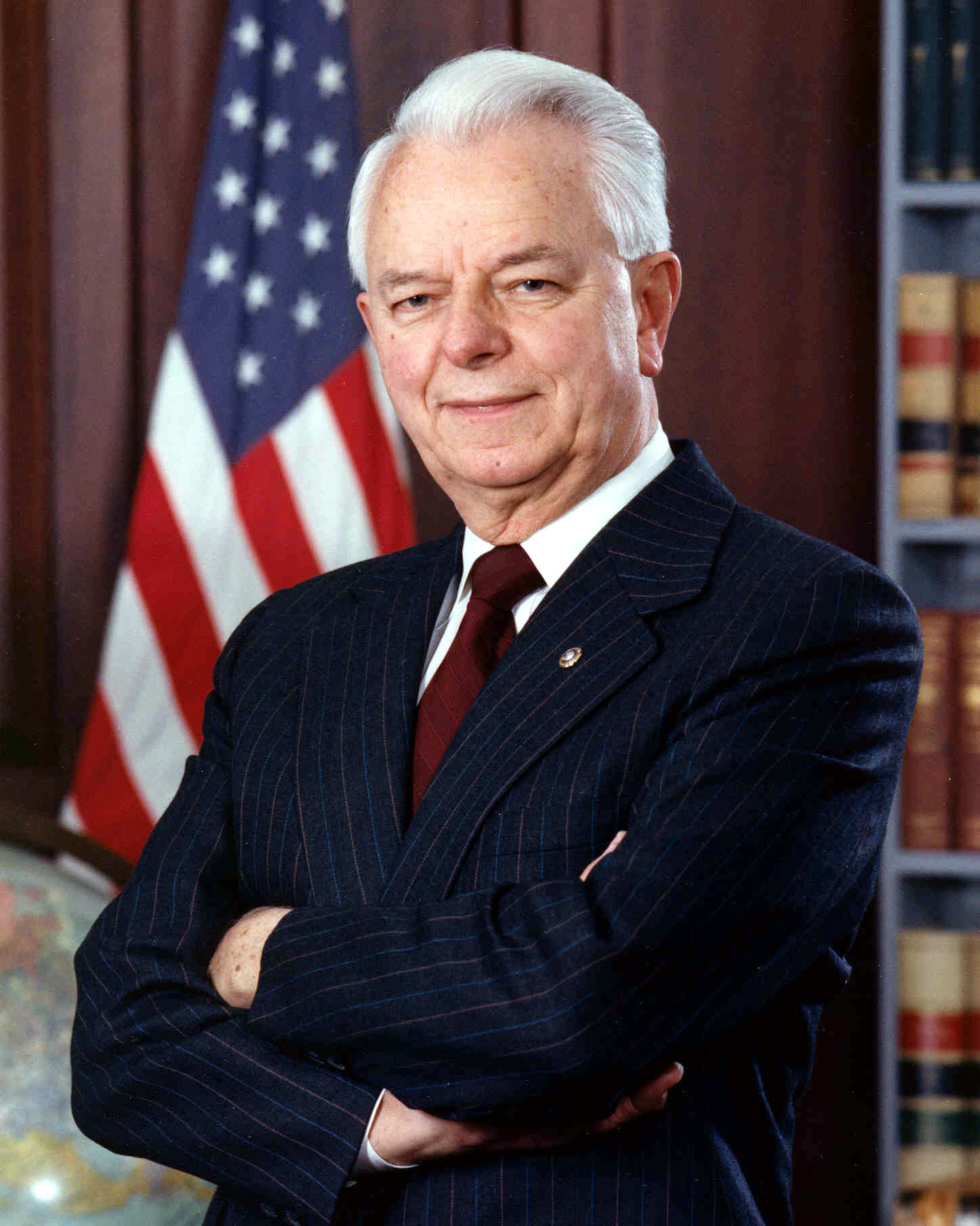
參議院臨時議長：羅伯特·伯德
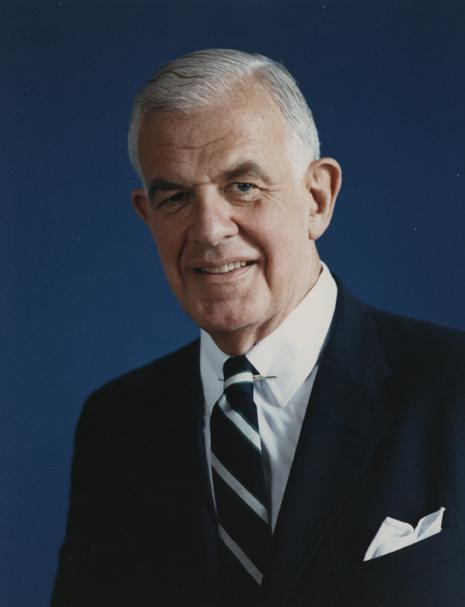
眾議院議長：湯姆·弗利
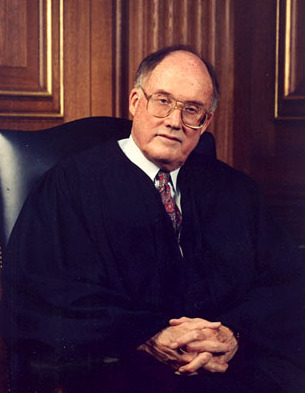
首席大法官：威廉·伦奎斯特

## 大事記

### 1月
- 1月17日——美英联军发起代号为“沙漠風暴”的军事行动，空中打击占领科威特的伊拉克地面部队。即海灣戰爭。伊拉克於翌日展開反擊。

### 2月
- 2月23日——海灣戰爭：美軍陸軍跨越伊拉克邊界。
- 2月24日——海灣戰爭：地面戰展開，連串攻勢令伊拉克部隊潰不成軍。
- 2月26日——海灣戰爭：伊拉克總統海珊宣佈從科威特撤軍。
- 2月27日——海灣戰爭：科威特恢復國家獨立和主權。

### 3月
- 3月5日——海灣戰爭：伊拉克釋放所有戰俘。
- 3月15日——阿尔巴尼亚与美国复交。

### 4月
- 4月11日——海灣戰爭：聯合國安理會正式宣佈停火。

### 7月
- 7月31日——美蘇兩國達成削減進攻性戰略武器條約。

### 9月
- 9月2日——美國宣佈承認已脫離蘇聯獨立的波羅的海國家包括愛沙尼亞、拉脫維亞及立陶宛。